# Périgny (Charente Marítimo)
Périgny es una comuna y población de Francia, en la región de Poitou-Charentes, departamento de Charente Marítimo, en el distrito de La Rochelle y cantón de la Rochelle-8.
Su población en el censo de 2006 era de 7.059 habitantes. Forma parte de la aglomeración urbana de La Rochelle.
Está integrada en la Communauté d'agglomération de La Rochelle.

## Demografía
| 608 | 735 | 682 | 696 | 862 | 860 | 877 | 868 | 855 | 1 044 | 1 026 | 1 010 | 978 | 953 | 906 | 833 | 866 | 804 | 838 | 899 | 951 | 1 003 | 1 088 | 1 011 | 1 390 | 1 461 | 1 520 | 1 737 | 2 445 | 3 455 | 4 129 | 6 003 | 6 709 |
| Para los censos de 1962 a 1999 la población legal corresponde a la población sin duplicidades (Fuente: INSEE [Consultar]) |     |     |     |     |     |     |     |     |       |       |       |     |     |     |     |     |     |     |     |     |       |       |       |       |       |       |       |       |       |       |       |       |